# Rensjön, Södermanland
Rensjön är en sjö i Trosa kommun i Södermanland och ingår i Trosaåns huvudavrinningsområde. Sjön har en area på 0,201 kvadratkilometer och ligger 38,5 meter över havet. Vid provfiske har bland annat abborre, björkna, gers och gädda fångats i sjön.

## Delavrinningsområde
Rensjön ingår i det delavrinningsområde (653419-159202) som SMHI kallar för Utloppet av Rensjön. Medelhöjden är 49 meter över havet och ytan är 3,12 kvadratkilometer. Det finns inga avrinningsområden uppströms utan avrinningsområdet är högsta punkten. Vattendraget som avvattnar avrinningsområdet har biflödesordning 2, vilket innebär att vattnet flödar genom totalt 2 vattendrag innan det når havet efter 17 kilometer. Avrinningsområdet består mestadels av skog (92 procent). Avrinningsområdet har 0,2 kvadratkilometer vattenytor vilket ger det en sjöprocent på 6,4 procent.

## Fisk
Vid provfiske har följande fisk fångats i sjön:
- Abborre
- Björkna
- Gärs
- Gädda
- Mört
- Nors
- Sarv